# Zeuxo exsargasso
Zeuxo exsargasso är en kräftdjursart som beskrevs av Jürgen Sieg 1980. Zeuxo exsargasso ingår i släktet Zeuxo och familjen Tanaidae. Inga underarter finns listade i Catalogue of Life.